# Aynabo
Aynabo è un centro abitato della Somalia, situato nella regione del Sool.